# Jacek Kowalik (lekkoatleta)
Jacek Kowalik (ur. 28 lipca 1948 w Warszawie, zm. przed 9 września 2012) – polski niepełnosprawny lekkoatleta, sześciokrotny medalista paraolimpijski.

## Życiorys
Syn Henryka, byłego lekkoatlety i piłkarza. W wieku 7 lat zachorował na chorobę Heinego-Medina, w wyniku której doznał porażenia lewej kończyny dolnej. Trafił do Ośrodka Rehabilitacji Inwalidów w Konstancinie, w którym rozpoczął naukę pływania – w 1967 roku zdobył złoty medal mistrzostw świata w Stoke Mandeville na dystansie 100 m stylem grzbietowym. Był kandydatem do występu na Letnich Igrzyskach Paraolimpijskich 1968, jednak ostatecznie Polska nie wzięła w nich udziału. 
Zawodnik Startu Warszawa. W latach 1972–1988 był pięciokrotnym uczestnikiem igrzysk paraolimpijskich, na których startował wyłącznie w konkurencjach lekkoatletycznych w kategorii 5. Wywalczył łącznie sześć medali. Trzykrotnie stał na podium podczas igrzysk w 1984 roku – zdobył złote medale w pchnięciu kulą i rzucie oszczepem, a także brąz w rzucie dyskiem. Ponadto osiągnął dwa srebra podczas igrzysk w 1972 roku (pchnięcie kulą i rzut dyskiem) i brąz na igrzyskach w 1980 roku (pchnięcie kulą). Osiągnął również najlepszy wynik w pchnięciu kulą podczas igrzysk w Seulu, jednak został zdyskwalifikowany. Był rekordzistą świata w konkurencjach technicznych. Kilkudziesięciokrotny mistrz Polski niepełnosprawnych.
Absolwent Pomaturalnego Studium Księgarskiego w Warszawie. Pracował w spółdzielni księgarskiej, a od lat 90. był instruktorem i trenerem w Starcie Warszawa. W 1990 roku znalazł się wśród założycieli Klubu Sportowego Niepełnosprawnych Start Warszawa, kontynuującego tradycje jego poprzednika z czasów PRL. 
Z żoną Elżbietą miał syna Jakuba.

## Igrzyska paraolimpijskie
| Rok  | Miejscowość                | Konkurencja      | Wynik     | Pozycja                 | Źródło |
| ---- | -------------------------- | ---------------- | --------- | ----------------------- | ------ |
| 1972 | Heidelberg                 | Bieg na 100 m 5  | 25,80 s   | 18. miejsce             | [ 6 ]  |
| 1972 | Heidelberg                 | Pięciobój 5      | 3768 pkt. | 5. miejsce              | [ 7 ]  |
| 1972 | Heidelberg                 | Pchnięcie kulą 5 | 10,12 m   | 2. miejsce              | [ 8 ]  |
| 1972 | Heidelberg                 | Rzut dyskiem 5   | 34,92 m   | 2. miejsce              | [ 9 ]  |
| 1972 | Heidelberg                 | Rzut oszczepem 5 | 26,73 m   | 6. miejsce              | [ 10 ] |
| 1972 | Heidelberg                 | Slalom 5         | 58,50 s   | 15. miejsce             | [ 11 ] |
| 1976 | Toronto                    | Bieg na 100 m 5  | 24,70 s   | 25. miejsce             | [ 12 ] |
| 1976 | Toronto                    | Pięciobój 5      | 2157 pkt. | 4. miejsce              | [ 13 ] |
| 1976 | Toronto                    | Pchnięcie kulą 5 | 8,38 m    | 5. miejsce              | [ 14 ] |
| 1976 | Toronto                    | Rzut dyskiem 5   | 29,14 m   | 5. miejsce              | [ 15 ] |
| 1980 | Arnhem                     | Bieg na 100 m 5  | 21,81 s   | 5. miejsce (eliminacje) | [ 16 ] |
| 1980 | Arnhem                     | Pięciobój 5      | DNF       | DNF                     | [ 17 ] |
| 1980 | Arnhem                     | Pchnięcie kulą 5 | 9,53 m    | 3. miejsce              | [ 18 ] |
| 1980 | Arnhem                     | Rzut dyskiem 5   | 30,08 m   | 5. miejsce              | [ 19 ] |
| 1980 | Arnhem                     | Rzut oszczepem 5 | 22,82 m   | 6. miejsce              | [ 20 ] |
| 1984 | Nowy Jork Stoke Mandeville | Bieg na 100 m 5  | 23,09 s   | 5. miejsce (eliminacje) | [ 21 ] |
| 1984 | Nowy Jork Stoke Mandeville | Pięciobój 5      | 1905 pkt. | 4. miejsce              | [ 22 ] |
| 1984 | Nowy Jork Stoke Mandeville | Pchnięcie kulą 5 | 10,37 m   | 1. miejsce              | [ 23 ] |
| 1984 | Nowy Jork Stoke Mandeville | Rzut dyskiem 5   | 29,60 m   | 3. miejsce              | [ 24 ] |
| 1984 | Nowy Jork Stoke Mandeville | Rzut oszczepem 5 | 24,76 m   | 1. miejsce              | [ 25 ] |
| 1988 | Seul                       | Pchnięcie kulą 5 | 10,64 m   | DSQ                     | [ 4 ]  |
| 1988 | Seul                       | Rzut dyskiem 5   | 32,38 m   | 4. miejsce              | [ 26 ] |
| 1988 | Seul                       | Rzut oszczepem 5 | 24,06 m   | 5. miejsce              | [ 27 ] |